# 86 Семела
86 Семела (енгл. 86 Semele) је астероид главног астероидног појаса са пречником од приближно 120,56 km.
Афел астероида је на удаљености од 3,763 астрономских јединица (АЈ) од Сунца, а перихел на 2,465 АЈ. 
Ексцентрицитет орбите износи 0,208, инклинација (нагиб) орбите у односу на раван еклиптике 4,820 степени, а орбитални период износи 2007,541 дана (5,496 година). 
Апсолутна магнитуда астероида је 8,54 а геометријски албедо 0,046.
Астероид је откривен 4. јануара 1866. године.